# Sougy
Sougy é uma comuna francesa na região administrativa do Centro, no departamento Loiret. Estende-se por uma área de 28,55 km². Em 2010 a comuna tinha 829 habitantes (densidade: 29 hab./km²).